# MEDEL
MEDEL – Magistrats Européens pour la Démocratie et les Libertés (franc. Europejscy Sędziowie dla Demokracji i Wolności) – europejskie stowarzyszenie zawodowe sędziów i prokuratorów. Stowarzyszenie założone w 1985 skupia organizacje prawników z krajów takich jak: Niemcy, Belgia, Cypr, Hiszpania, Francja, Grecja, Włochy, Portugalia, Czechy, Rumunia, Serbia, Turcja, Mołdawia, Bułgaria, Czarnogóra oraz Polska.
Wśród swoich zasad MEDEL przywołuje sentencję wypowiedzianą w 1848 r. przez znanego francuskiego kaznodzieję, ks. Henri Dominique Lacordaire: «Gdy sprawa jest między silnym a słabym, wolność przynosi ucisk, a prawo wyzwala».

## Polskie stowarzyszenia – członkowie MEDEL
- Stowarzyszenie Sędziów Polskich „Iustitia”
- Stowarzyszenie Prokuratorów Rzeczypospolitej Polskiej
- Stowarzyszenie Prokuratorów „Lex super omnia”